# David e Golia
David e Golia è un film del 1960, diretto da Ferdinando Baldi e Richard Pottier.

## Trama
Siamo nel regno d'Israele. Il giovane David, ultimo figlio di un pastore, viene sempre schiavizzato dai fratelli maggiori. Un giorno capita in casa loro un vecchio, il profeta Samuele, che unge David  come nuovo re di Israele; il vecchio re Saul infatti non è più compiaciuto da Dio, in quanto ambizioso ed egoista. Portato alla corte del re, David guarisce il re con un canto e viene per questo accolto al palazzo. Qui conosce Mikal, figlia di Saul, di cui si innamora. Il paese è però minacciato dai Filistei, il cui re vuole invadere Israele e spodestare Saul; l'esercito d'Israele viene quindi mobilitato.
Nel corso di una successiva battaglia, gli Israeliti sembrano sul punto di essere sconfitti a causa della presenza nelle file nemiche del titanico Golia, campione dei Filistei. Il gigante propone una sfida tra lui e un soldato d'Israele. David si offre per il duello: grazie alla propria astuzia, il ragazzo ha la meglio su Golia e l'esercito d'Israele vince la battaglia. Saul nomina quindi David generale.
Nei successivi cinque anni, David si distingue per le sue abilità di condottiero, ottenendo il favore dei sudditi ma suscitando la gelosia di Saul; appena David chiede al re di poter sposare Mikal, Saul lo manda a compiere una prova: entro il tramonto del giorno successivo dovrà portargli gli orecchini di cento soldati Filistei. Naturalmente David supera la prova, ma Saul e il suo secondo Abner (che prima aveva tentato di ostacolare il ragazzo nella prova) cercano di ucciderlo, costringendo David ad allontanarsi dal regno.
I fratelli di David si riuniscono a lui con una piccola armata, dichiarandosi pronti a seguirlo per uccidere Saul. Intanto il re filisteo Akhis sferra un potente attacco al regno di Saul in netta superiorità numerica.
Mentre i Filistei si apprestano a giustiziare Mikal, interviene David in soccorso dell'amata, ma lo scontro è impari. A ribaltare la situazione arrivano i fratelli di David con il loro esercito, che sbaragliano i Filistei (costringendoli a fuggire) e acclamano David e Mikal come sovrani d'Israele.

## Produzione
Le riprese avvennero a Gerusalemme e nell'allora Repubblica Socialista Federale di Jugoslavia; altre scene vennero realizzate a Roma presso i Incir De Paolis Studios e gli Amato Studios.
Le scene interpretate da Orson Welles vennero dirette dallo stesso Welles, che però non volle essere accreditato tra i registi del film.

## Distribuzione
Il film uscì in Italia il 22 gennaio 1960. Negli Stati Uniti venne distribuito dalla Embassy Pictures il 28 maggio 1961 con il titolo David and Goliath; nella versione americana 18 minuti di scene vennero tagliati per ragioni mai chiarite.